# Episodi de La dottoressa Giò (prima stagione)
La prima stagione della serie televisiva La dottoressa Giò è andata in onda in Italia dal 25 ottobre 1997 al 25 novembre 1997 su Retequattro.
| nº | Titolo italiano  | Prima TV Italia  |
| -- | ---------------- | ---------------- |
| 1  | L'accusa         | 25 ottobre 1997  |
| 2  | Violenze private | 1 novembre 1997  |
| 3  | Romeo e Jasmine  | 8 novembre 1997  |
| 4  | Il dilemma       | 11 novembre 1997 |
| 5  | Martina          | 25 novembre 1997 |

## L'accusa
La dottoressa Basile si occupa di Roberta, una giovane donna all'ottavo mese di gravidanza vittima di un grave incidente stradale. La bambina di Roberta nasce sana, mentre la ragazza subisce un'operazione molto delicata e si salva, ma rimane paralizzata. Giò si trova a sostenere il marito di Roberta, Nicola, assalito dai sensi di colpa, e a fronteggiare le accuse avanzate dalla madre della ragazza, molto rigida e dura nei confronti del genero.
A causa del dottor Capovilla, Giò finisce sotto inchiesta.
- Altri interpreti: Sergio Forconi (Cattaneo), Paola Gassman (Giovanna), Thomas Trabacchi.

## Violenze private
Una paziente di Giò, Rosa, non riesce ad avere figli, ma dalle analisi risulta fertile. Il marito Gianni, possessivo, violento e convinto che sia la moglie ad essere sterile, rifiuta di fare gli accertamenti. Una sera, tornando a casa, Rosa subisce uno stupro, e a seguito di questo drammatico evento rimane incinta. Rosa cerca di nascondere la verità al marito, ma quando gliela confida lui va su tutte le furie.
Intanto, Claudia e Marco, una coppia in cura per infertilità, cercano con l'aiuto di Giò di avere il figlio tanto voluto, ma le difficoltà della coppia nascondono un terribile segreto sul passato della donna.
- Altri interpreti: Tosca D'Aquino (Rosa), Roberto Accornero (Marco), Ubaldo Lo Presti (Gianni)

## Romeo e Jasmine
Ad una festa, Giò conosce Margareta, giovane indossatrice rumena e compagna di un amico di Armando. La ragazza vuole sottoporsi ad un intervento di mastoplastica per aumentare il seno, ma durante una visita Giò si accorge che la ragazza ha un nodulo che potrebbe rappresentare un tumore maligno.
Intanto, in ospedale arriva Jasmine, un'adolescente nomade incinta. La ragazza è stata malmenata dal padre del suo fidanzato: la relazione tra i due ragazzi non è accettata dalle rispettive famiglie, che però si riconcilieranno con la nascita del piccolo.
- Altri interpreti: Veronika Logan (Margareta)

## Il dilemma
Caterina, la figlia del primario Lombardi, è finalmente in attesa di un bambino con il marito Andrea. Durante un'ecografia, però, Giò si accorge che il piccolo presenta un problema al cuore, e sarà possibile salvarlo solo con un delicato intervento prenatale, con solo la metà delle possibilità di riuscita. Lombardi si oppone all'intervento, che ritiene troppo rischioso sia per la figlia che per il bambino, mentre Giò è l'unica a sostenere Caterina, disposta a tutto pur di avere il bambino.
Nel frattempo, in reparto una bambina viene abbandonata dai genitori subito dopo la nascita: la piccola è gravemente malata, e ha bisogno di un trapianto di cuore per sopravvivere. Tutti si prendono cura di lei, e quando arriva il cuore per il trapianto purtroppo la piccola muore, proprio nel momento in cui la madre torna in ospedale per starle vicino.

## Martina
L'infermiera Martina aspetta una bambina dall'infermiere Paolo, e i due ragazzi sono molto felici. Purtroppo, da alcune analisi emerge che Martina è affetta da una grave forma di leucemia; l'unico modo per salvarla sarebbe interrompere la gravidanza e iniziare immediatamente le cure, ma Martina è intenzionata a portare avanti la gravidanza ad ogni costo, contro il parere di Giò e di Paolo.
Per Martina le speranze si spengono ogni giorno di più, ma la bambina nasce e le viene dato il nome della mamma che purtroppo muore poco dopo la sua nascita.
Altri interpreti: Thomas Trabacchi